# Duits voetbalelftal onder 20 (mannen)
Het Duits voetbalelftal onder 20 is een voetbalelftal voor spelers onder de 20 jaar dat Duitsland vertegenwoordigt op internationale toernooien. Het elftal speelt onder andere wedstrijden voor het wereldkampioenschap voetbal mannen onder 20.

## Resultaten Wereldkampioenschap -20
| Jaar               | Resultaat           | Wed.                | W                   | G                   | V                   | DV                  | DT                  |
| als West Duitsland | als West Duitsland  | als West Duitsland  | als West Duitsland  | als West Duitsland  | als West Duitsland  | als West Duitsland  | als West Duitsland  |
| ------------------ | ------------------- | ------------------- | ------------------- | ------------------- | ------------------- | ------------------- | ------------------- |
| 1977               | niet gekwalificeerd | niet gekwalificeerd | niet gekwalificeerd | niet gekwalificeerd | niet gekwalificeerd | niet gekwalificeerd | niet gekwalificeerd |
| 1979               | niet gekwalificeerd | niet gekwalificeerd | niet gekwalificeerd | niet gekwalificeerd | niet gekwalificeerd | niet gekwalificeerd | niet gekwalificeerd |
| 1981               | kampioen            | 6                   | 5                   | 0                   | 1                   | 12                  | 4                   |
| 1983               | niet gekwalificeerd | niet gekwalificeerd | niet gekwalificeerd | niet gekwalificeerd | niet gekwalificeerd | niet gekwalificeerd | niet gekwalificeerd |
| 1985               | niet gekwalificeerd | niet gekwalificeerd | niet gekwalificeerd | niet gekwalificeerd | niet gekwalificeerd | niet gekwalificeerd | niet gekwalificeerd |
| 1987               | Tweede              | 6                   | 4                   | 2                   | 0                   | 14                  | 3                   |
| 1989               | niet gekwalificeerd | niet gekwalificeerd | niet gekwalificeerd | niet gekwalificeerd | niet gekwalificeerd | niet gekwalificeerd | niet gekwalificeerd |
| 1991               | niet gekwalificeerd | niet gekwalificeerd | niet gekwalificeerd | niet gekwalificeerd | niet gekwalificeerd | niet gekwalificeerd | niet gekwalificeerd |
| als Duitsland      |                     |                     |                     |                     |                     |                     |                     |
| 1993               | Groepsfase          | 3                   | 1                   | 1                   | 1                   | 4                   | 4                   |
| 1995               | Groepsfase          | 3                   | 0                   | 2                   | 1                   | 3                   | 4                   |
| 1997               | niet gekwalificeerd | niet gekwalificeerd | niet gekwalificeerd | niet gekwalificeerd | niet gekwalificeerd | niet gekwalificeerd | niet gekwalificeerd |
| 1999               | Groepsfase          | 3                   | 1                   | 0                   | 2                   | 5                   | 4                   |
| 2001               | Laatste16           | 4                   | 2                   | 0                   | 2                   | 9                   | 6                   |
| 2003               | Groepsfase          | 3                   | 1                   | 0                   | 2                   | 3                   | 5                   |
| 2005               | Kwartfinale         | 5                   | 2                   | 1                   | 2                   | 6                   | 5                   |
| 2007               | niet gekwalificeerd | niet gekwalificeerd | niet gekwalificeerd | niet gekwalificeerd | niet gekwalificeerd | niet gekwalificeerd | niet gekwalificeerd |
| 2009               | Kwartfinale         | 5                   | 3                   | 1                   | 1                   | 11                  | 5                   |
| 2011               | niet gekwalificeerd | niet gekwalificeerd | niet gekwalificeerd | niet gekwalificeerd | niet gekwalificeerd | niet gekwalificeerd | niet gekwalificeerd |
| 2013               | niet gekwalificeerd | niet gekwalificeerd | niet gekwalificeerd | niet gekwalificeerd | niet gekwalificeerd | niet gekwalificeerd | niet gekwalificeerd |
| 2015               | Kwartefinale        | 5                   | 4                   | 1                   | 0                   | 18                  | 3                   |
| 2017               | Laatste 16          | 4                   | 1                   | 1                   | 2                   | 6                   | 8                   |
| 2019               | niet gekwalificeerd | niet gekwalificeerd | niet gekwalificeerd | niet gekwalificeerd | niet gekwalificeerd | niet gekwalificeerd | niet gekwalificeerd |
| 2021               | Geannuleerd         | Geannuleerd         | Geannuleerd         | Geannuleerd         | Geannuleerd         | Geannuleerd         | Geannuleerd         |
| 2023               | niet gekwalificeerd | niet gekwalificeerd | niet gekwalificeerd | niet gekwalificeerd | niet gekwalificeerd | niet gekwalificeerd | niet gekwalificeerd |
| 2025               | niet gekwalificeerd | niet gekwalificeerd | niet gekwalificeerd | niet gekwalificeerd | niet gekwalificeerd | niet gekwalificeerd | niet gekwalificeerd |
| Totaal             | 1 titel             | 47                  | 24                  | 9                   | 14                  | 91                  | 51                  |

## Records

### FIFA onder 20 Wereldbeker
- Winnaar (19811)
- Tweede plaats (19871)

Opmerkingen:
- 1 = als West-Duitsland
- 2 = als West-Duitsland

### Elite League onder de 20
- Winnaar (2017-18)

## Onderscheidingen

### FIFA onder 20 Wereldbeker
Individueel
- Zilveren bal: Michael Zorc (1981)
- Bronzen bal: Roland Wohlfarth (1981), Marcel Witeczek (1987)
- Gouden Schoen: Marcel Witeczek (1987)
- Zilveren schoen: Ralf Loose (1981), Roland Wohlfarth (1981)
- Bronzen schoen: Marc Stendera (2015)

Team
- FIFA Fair Play Award: 1987

### Elite League onder de 20
Individueel
- Topscorer: Robin Hack (2017-18)